# Macah
Macah is een bestuurslaag in het regentschap Nagan Raya van de provincie Atjeh, Indonesië. Macah telt 278 inwoners (volkstelling 2010).